# 查理·霍夫曼
查理·霍夫曼（Charley Hoffman，1976年12月27日—）是一位美國高爾夫球選手，他現在參加PGA巡迴賽的賽事。霍夫曼曾經在1994年和1995年兩次獲得加州高中高爾夫大賽的冠軍，是第一位兩次獲得此桂冠的選手。2000年，霍夫曼大學畢業，並在同年轉為職業高爾夫選手。